# Nicolás Spolli
Nicolás Federico Spolli (Rosario, 22 februari 1983) is een Argentijns voetballer die als centrale verdediger speelt. Hij verruilde Genoa CFC in juli 2019 voor FC Crotone, dat hem in het voorgaande halfjaar al huurde.

## Clubcarrière
Spolli begon met voetballen bij Newell's Old Boys. In 2005 werd hij bij het eerste elftal gehaald. In vier seizoenen speelde hij 107 competitiewedstrijden voor Newell's Old Boys, waarin hij negen keer scoorde. Hij was een van de publiekslievelingen in het Estadio Marcelo Bielsa. Op 25 juli 2009 werd hij voor één miljoen euro verkocht aan Catania. Hij was de negende transfer van Catania in de zomerse transferperiode. In zijn eerste seizoen speelde hij 26 wedstrijden in de Serie A. Daarna speelde hij meer dan 100 competitiewedstrijden voor de Siciliaanse club.
1 Cordaz  ·
3 Cuomo ·
5 Golemic ·
6 Magallán ·
7 Mustacchio ·
8 Cigarini ·
10 Benali ·
11 Drăguș ·
13 Luperto ·
14 Crociata ·
16 Festa ·
17 Molina ·
19 Gomelt ·
20 Rojas ·
21 Zanellato ·
22 Crespi ·
23 Mazzotta ·
25 Simy ·
26 Djidji ·
28 Siligardi ·
30 Messias ·
32 Pedro Pereira ·
33 Rispoli ·
34 Marrone ·
40 D'Alterio ·
44 Petriccione ·
69 Reca ·
77 Vulić ·
95 Eduardo ·
97 Rivière ·
Coach: Stroppa